# 77 Pułk Piechoty (austro-węgierski)

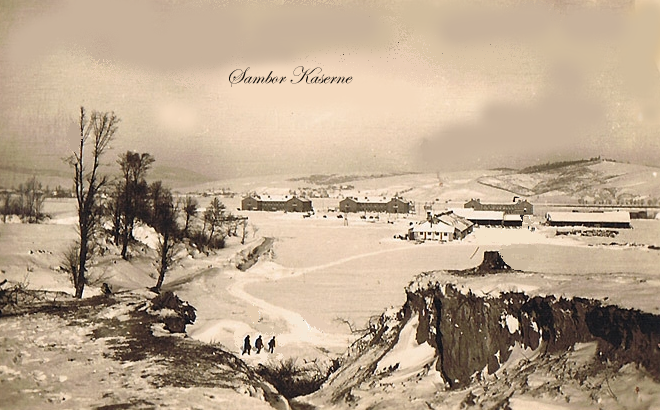
Koszary piechoty w Samborze.

Galicyjski Pułk Piechoty Nr 77 – pułk piechoty cesarskiej i królewskiej Armii.

## Historia Pułku
Pułk został sformowany 1 lutego 1860 roku w Budzie (niem. Ofen) z połączenia 2. i 3. batalionu Galicyjskiego Pułku Piechoty Nr 9 oraz 3. batalionu Galicyjskiego Pułku Piechoty Nr 10.
Na początku lat 60. pułk stacjonował w Sanoku
.
Okręg uzupełnień nr 77 Sambor na terytorium 10 Korpusu.
W latach 1876–1879 komenda pułk znajdowała się w Königgrätz, od 1880 w Gorazda.
W 1885 dowództwo pułku stacjonowało w Samborze, natomiast w 1914 roku dowództwo pułku oraz bataliony II i III stacjonowały w Przemyślu, IV batalion w Tuzli, natomiast I batalion i Kadra Batalionu Zapasowego (niem. Ersatzbataillonskader) w Samborze.
Pułk wchodził w skład 48 Brygady Piechoty należącej do 24 Dywizji Piechoty.
Skład narodowościowy oddziału: Ukraińcy – 69%, inni 31%.

## Szefowie pułku
- FML arcyksiążę Karol Salwator (1860 – †18 I 1892),
- książę wirtemberski Filip (od 1892)[1].

W latach 1860–1869 obowiązki drugiego szefa pułku wykonywał FZM Emil Kussevich von Szamobor, który następnie został szefem Pułku Piechoty Nr 33.

## Żołnierze
Komendanci pułku
- płk Karl von Hanus (1860 – 1 XI 1867 → stan spoczynku w stopniu tytularnego GM[7])
- płk Victor Matzak von Ottenburg (1876[4])
- płk Joseph Ott von Ottenkampf (1879)
- płk Marceli Ławrowski (V 1910[8] – 1914[1])
- płk Emil Meisel (1914)
- płk Karl Krebs (poległ 10 V 1915 pod Sanokiem[9])

Oficerowie i podoficerowie
- kpt. Roman Albinowski
- por. rez. Efraim Alexandrowicz
- ppor. rez. Feliks Błaszkiewicz
- kdt. rez. Tadeusz Borowiczka
- ppor. rez. Kajetan Chyliński
- kdt Leon Kahane
- ppor. rez. Bogusław Kieszkowski
- Filip Müller
- mjr Aleksander Paszkiewicz (poległ 9 V 1915 pod Rymanowem)
- por. Karol Pater
- ppor. rez. Franciszek Pieniążkiewicz
- ppłk Edward Reymann
- Eugeniusz Stecz
- Emil Schwanda
- mjr Gustaw Zygadłowicz (1875–1880 → 58 pp)